# Ракетный удар по Одессе 29 апреля 2024 года
29 апреля 2024 года российские войска нанесли очередной ракетный удар по Одессе в ходе своего вторжения в Украину.
В результате атаки погибли 7 человек, ещё один умер от инсульта, спровоцированного ракетным ударом; 32 местных жителя получили ранения.

## Обстоятельства
В ходе полномасштабного вторжения Россия регулярно бомбила Одессу. Особенно часто атакам подвергалась портовая инфраструктура Одессы, что было связано с попытками российских сил прекратить экспорт украинского зерна.
29 апреля 2024 года в 18.24 в Одессе была объявлена воздушная тревога, а уже в 18.28 в городе прозвучал мощный взрыв. Глава Одесской областной администрации Олег Кипер заявил, что под удар попала территория, популярная среди местных жителей и туристов для прогулок и активного отдыха. На распространившихся в соцсетях фотографиях запечатлены тела жертв на Трассе здоровья около моря. В результате атаки были повреждены жилые дома и гражданская инфраструктура.
В особняке, называемом местными жителями «замком Гарри Поттера» или «замком Кивалова», возник пожар на площади 600 квадратных метров. В особняке, считающемся резиденцией Кивалова, официально расположено одно из зданий Одесской юридической академии, ректором которой являлся Сергей Кивалов — известный как соавтор закона о защите русского языка и глава Центральной избирательной комиссии во время Оранжевой революции в 2004 году, которого обвиняли в фальсификации президентских выборов в пользу пророссийского кандидата Виктора Януковича. Сам Кивалов был ранен в результате атаки.

### Жертвы

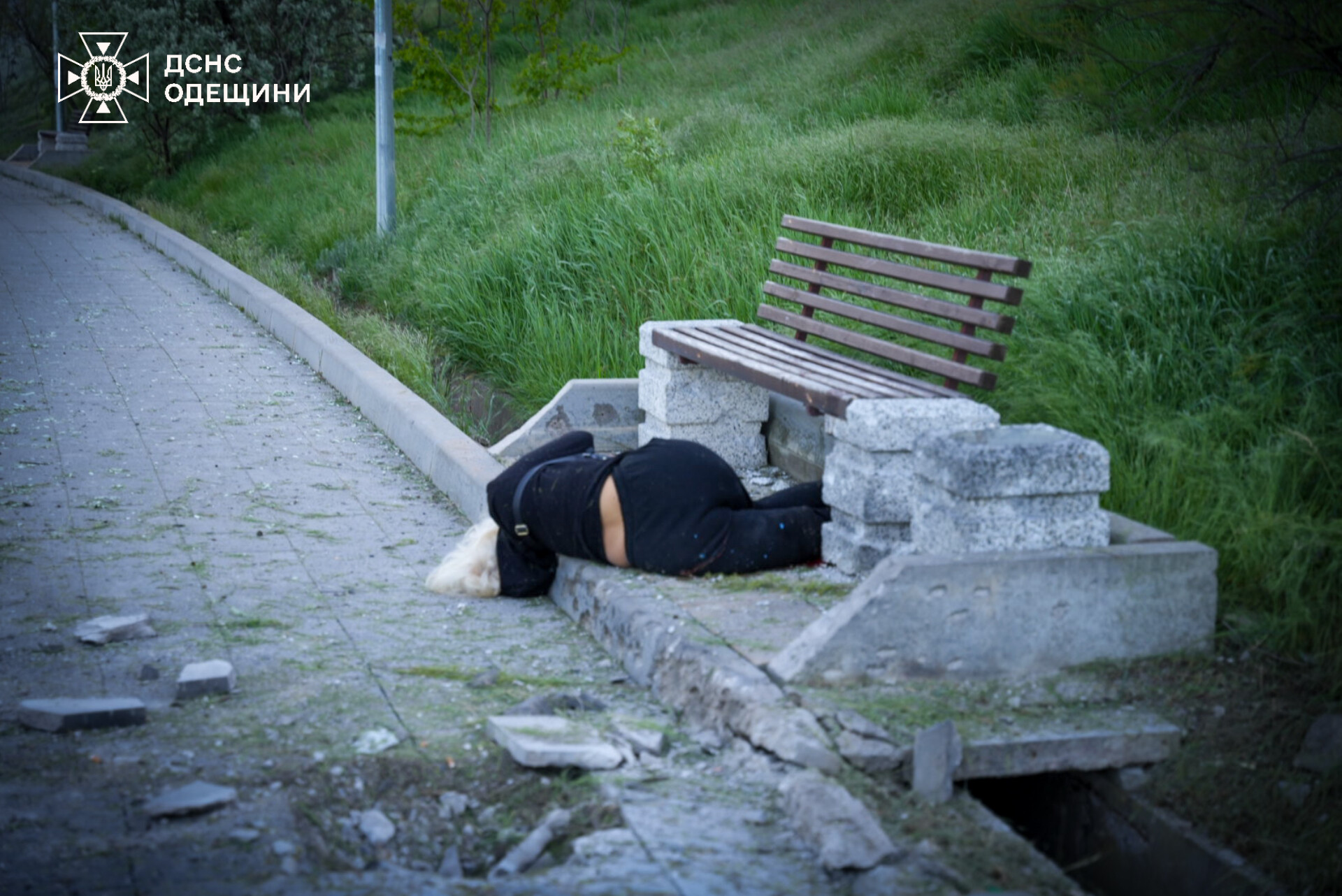
Одна из жертв

Непосредственно ударом были убиты 5 человек, среди которых — проректор Международного гуманитарного университета Борис Васильев. Ещё один человек умер от инсульта, вызванного атакой. 32 человека получили ранения, среди которых — двое детей, беременная женщина и Сергей Кивалов. 1 мая от полученных ранений скончался ещё один человек, таким образом общее количество погибших в результате ракетной атаки достигло 6 человек. 23 мая умерла ещё одна пострадавшая (4,5-летняя девочка), и количество погибших достигло семи.
В результате удара также погибла собака; интернет облетели кадры, на которых хозяйка пса плакала над телом убитого животного.

### Оружие удара
На месте взрыва была обнаружена шрапнель. На опубликованной генеральным прокурором Украины Андреем Костиным видеозаписи момента удара с камеры наблюдения были видны десятки взрывов, которые предположительно вызвали кассетные суббоеприпасы. Украинские представители заявили, что удар был нанесён баллистической ракетой «Искандер-М» с кассетной боеголовкой. Генпрокурор Украины Андрей Костин заявил: «Это неизбирательное оружие, использование которого может привести к значительным жертвам среди гражданского населения. В радиусе 1.5 километра от места обстрела изъяты металлические фрагменты и обломки ракеты. Следствие имеет основания полагать, что решение об использовании именно такого оружия было принято офицерами ВС РФ сознательно, чтобы убить как можно больше мирных украинцев».

## Реакция
В Одесской области 30 апреля было объявлено днём траура.
Мэр Одессы Геннадий Труханов написал: «Одесса… Люди гуляют около моря, а они стреляют, убивают. Вот так, как они говорят… что якобы себя защищают, убивая детей, людей».

## Оценки
Издание The New York Times отметило, что в случае подтверждения использования Россией в ходе этой атаки кассетных боеприпасов это может означать эскалацию российскими войсками своей стратегии бомбардировок украинских городов. В сочетании с ударами по энергосистеме такая стратегия может иметь целью сделать жизнь в городах Украины невыносимой. Издание отмечало, что в недели, предшествовавшие этой атаке по Одессе, Россия усилила атаки по городским центрам Украины, особенно отмечая участившиеся с марта 2024 года бомбардировки Харькова, в ходе которых россияне начали применять КАБ.